# Lista de governadores-gerais da Austrália
Esta lista de Governadores-gerais da Comunidade da Austrália compreende todas as pessoas que exerceram o cargo neste país. O governador-geral é o representante do monarca australiano quando este não está presente no país.

## Governadores-gerais da Austrália
| #  | Retrato                    | Governador-geral                                                                   | Mandato                 | Mandato                 | Mandato                    | Monarca                    |
| #  | Retrato                    | Governador-geral                                                                   | Início                  | Término                 | Tempo de mandato           | Monarca                    |
| -- | -------------------------- | ---------------------------------------------------------------------------------- | ----------------------- | ----------------------- | -------------------------- | -------------------------- |
| 1  |                            | John Hope, 7.º Conde de Hopetoun, 1.º Marquês de Linlithgow                        | 1 de janeiro de 1901    | 17 de julho de 1902     | 1 ano, 6 meses e 16 dias   | Vitória (1837-1901)        |
| 1  | Eduardo VII (1901 - 1910)  | John Hope, 7.º Conde de Hopetoun, 1.º Marquês de Linlithgow                        | 1 de janeiro de 1901    | 17 de julho de 1902     | 1 ano, 6 meses e 16 dias   |                            |
| 2  |                            | Hallam Tennyson, 2.º Barão Tennyson                                                | 9 de janeiro de 1903    | 21 de janeiro de 1904   | 1 ano e 12 dias            |                            |
| 3  |                            | Henry Northcote, 1.º Barão Northcote                                               | 21 de janeiro de 1904   | 9 de setembro de 1908   | 4 anos, 7 meses e 19 dias  |                            |
| 4  |                            | William Ward, 2.º Conde de Dudley                                                  | 9 de setembro de 1908   | 31 de julho de 1911     | 2 anos, 10 meses e 22 dias | Eduardo VII (1901 - 1910)  |
| 4  | Jorge V (1910 - 1936)      | William Ward, 2.º Conde de Dudley                                                  | 9 de setembro de 1908   | 31 de julho de 1911     | 2 anos, 10 meses e 22 dias |                            |
| 5  |                            | Thomas Denman, 3.º Barão Denman                                                    | 31 de julho de 1911     | 18 de maio de 1914      | 2 anos, 9 meses e 17 dias  |                            |
| 6  |                            | Sir Ronald Munro Ferguson, 1.º Visconde Novar                                      | 18 de maio de 1914      | 6 de outubro de 1920    | 6 anos e 23 dias           |                            |
| 7  |                            | Henry Forster, 1.º Barão Forster                                                   | 6 de outubro de 1920    | 8 de outubro de 1925    | 5 anos e 2 dias            |                            |
| 8  |                            | John Baird, 1.º Visconde Stonehaven                                                | 8 de outubro de 1925    | 2 de outubro de 1930    | 4 anos, 11 meses e 24 dias |                            |
| –  |                            | Arthur Somers-Cocks, 6.º Barão Somers Atuando como governador do Estado de Vitória | 2 de outubro de 1930    | 21 de janeiro de 1931   | 3 meses e 19 dias          |                            |
| 9  |                            | Sir Isaac Isaacs                                                                   | 21 de janeiro de 1931   | 23 de janeiro de 1936   | 5 anos e 2 dias            | Jorge V (1910 - 1936)      |
| 9  | Eduardo VIII (1936)        | Sir Isaac Isaacs                                                                   | 21 de janeiro de 1931   | 23 de janeiro de 1936   | 5 anos e 2 dias            |                            |
| 10 |                            | Alexander Hore-Ruthven, 1.º Conde de Gowrie                                        | 23 de janeiro de 1936   | 30 de janeiro de 1945   | 9 anos, 28 meses e 8 dias  | Eduardo VIII (1936)        |
| 10 | Jorge VI (1936 - 1952)     | Alexander Hore-Ruthven, 1.º Conde de Gowrie                                        | 23 de janeiro de 1936   | 30 de janeiro de 1945   | 9 anos, 28 meses e 8 dias  |                            |
| 11 |                            | Henrique, Duque de Gloucester                                                      | 30 de janeiro de 1945   | 11 de março de 1947     | 2 anos, 1 mês e 9 dias     |                            |
| 12 |                            | Sir William John McKell                                                            | 11 de março de 1947     | 8 de maio de 1953       | 6 anos, 1 mês e 27 dias    |                            |
| 12 | Jorge VI (1936 - 1952)     | Sir William John McKell                                                            | 11 de março de 1947     | 8 de maio de 1953       | 6 anos, 1 mês e 27 dias    |                            |
| 12 | Elizabeth II (1952 - 2022) | Sir William John McKell                                                            | 11 de março de 1947     | 8 de maio de 1953       | 6 anos, 1 mês e 27 dias    |                            |
| 13 |                            | William Slim, 1.º Visconde Slim                                                    | 8 de maio de 1953       | 2 de fevereiro de 1960  | 6 anos, 8 meses e 25 dias  | Elizabeth II (1952 - 2022) |
| 14 |                            | William Morrison, 1.º Visconde Dunrossil                                           | 2 de fevereiro de 1960  | 3 de fevereiro de 1961  | 1 ano e 1 dia              | Elizabeth II (1952 - 2022) |
| –  |                            | Sir Dallas Brooks Atuando como governador do Estado de Vitória                     | 3 de fevereiro de 1961  | 3 de agosto de 1961     | 6 meses                    | Elizabeth II (1952 - 2022) |
| 15 |                            | William Sidney, 1.º Visconde De L'Isle                                             | 3 de agosto de 1961     | 7 de maio de 1965       | 3 anos, 9 meses e 4 dias   | Elizabeth II (1952 - 2022) |
| 16 |                            | Richard Casey, Barão Casey                                                         | 7 de maio de 1965       | 30 de abril de 1969     | 3 anos, 11 meses e 23 dias | Elizabeth II (1952 - 2022) |
| 17 |                            | Sir Paul Hasluck                                                                   | 30 de abril de 1969     | 11 de julho de 1974     | 5 anos, 2 meses e 11 dias  | Elizabeth II (1952 - 2022) |
| 18 |                            | Sir John Robert Kerr                                                               | 11 de julho de 1974     | 8 de dezembro de 1977   | 3 anos, 4 meses e 27 dias  | Elizabeth II (1952 - 2022) |
| 19 |                            | Sir Zelman Cowen                                                                   | 8 de dezembro de 1977   | 29 de julho de 1982     | 4 anos, 7 meses e 21 dias  | Elizabeth II (1952 - 2022) |
| 20 |                            | Sir Ninian Stephen                                                                 | 29 de julho de 1982     | 16 de fevereiro de 1989 | 6 anos, 6 meses e 18 dias  | Elizabeth II (1952 - 2022) |
| 21 |                            | Bill Hayden                                                                        | 16 de fevereiro de 1989 | 16 de fevereiro de 1996 | 7 anos                     | Elizabeth II (1952 - 2022) |
| 22 |                            | Sir William Deane                                                                  | 16 de fevereiro de 1996 | 29 de junho de 2001     | 5 anos, 4 meses e 13 dias  | Elizabeth II (1952 - 2022) |
| 23 |                            | Peter John Hollingworth                                                            | 29 de junho de 2001     | 28 de maio de 2003      | 1 ano, 10 meses e 29 dias  | Elizabeth II (1952 - 2022) |
| –  |                            | Sir Guy Stephen Green Atuando como governador do Estado da Tasmânia                | 28 de maio de 2003      | 11 de agosto de 2003    | 2 meses e 14 dias          | Elizabeth II (1952 - 2022) |
| 24 |                            | Philip Michael Jeffery                                                             | 11 de agosto de 2003    | 5 de setembro de 2008   | 5 anos e 25 dias           | Elizabeth II (1952 - 2022) |
| 25 |                            | Dame Quentin Bryce                                                                 | 5 de setembro de 2008   | 28 de março de 2014     | 5 anos, 6 meses e 23 dias  | Elizabeth II (1952 - 2022) |
| 26 |                            | Sir Peter Cosgrove                                                                 | 28 de março de 2014     | 1 de julho de 2019      | 5 anos, 3 meses e 3 dias   | Elizabeth II (1952 - 2022) |
| 27 |                            | David Hurley                                                                       | 1 de julho de 2019      | 1 de julho de 2024      | 5 anos                     | Elizabeth II (1952 - 2022) |
| 28 |                            | Sam Mostyn                                                                         | 1 de julho de 2024      | No cargo                | 8 meses e 2 dias           | Elizabeth II (1952 - 2022) |
| 28 | Carlos III (2022 - ...)    | Sam Mostyn                                                                         | 1 de julho de 2024      | No cargo                | 8 meses e 2 dias           |                            |